# Aconitum leiostachyum
Aconitum leiostachyum är en ranunkelväxtart som beskrevs av Wen Tsai Wang. Aconitum leiostachyum ingår i släktet stormhattar, och familjen ranunkelväxter. Inga underarter finns listade i Catalogue of Life.